# Pradorramisquedo
Pradorramisquedo (llamada oficialmente San Sebastián de Pradorramisquedo) es una parroquia y un lugar del municipio español de Viana del Bollo, perteneciente a la provincia de Orense, en la comunidad autónoma de Galicia.

## Ubicación
Se ubica junto al río Bibey.

## Organización territorial
La parroquia está formada por una entidad de población:
- Pradorramisquedo

## Demografía
Gráfica demográfica del lugar y parroquia de Pradorramisquedo según el INE:
| Gráfica de evolución demográfica de Pradorramisquedo entre 2000 y 2023 |
|                                                                        |
| Datos según el nomenclátor publicado por el INE.                       |

## Historia
A mediados del siglo XIX la parroquia tenía contabilizada una población de 80 habitantes. Aparece descrita en el decimotercer volumen del Diccionario geográfico-estadístico-histórico de España y sus posesiones de Ultramar de Pascual Madoz de la siguiente manera:

PRADO-RAMISQUEDO (San Sebastián): felig. en la prov. de Orense (15 leg.), part. jud. y ayunt. de Viana del Bollo (2 1/2), dióc. nullius de la abadía de Villafranca del Vierzo (22). sit. cerca del r. Bibey en una montaña y circuida de grandes peñascos, que imposibilitan la entrada al pueblo, a no ser por el lado del r.; el clima es frío, pero sano. Tiene 16 casas y una igl. parr. (San Sebastian), que es aneja de la de San Lorenzo de Seber, con la cual confina, y con las de Humoso y Dradelo. El terreno es áspero y fragoso, habiendo á las inmediaciones de la pobl. algunas pequeñas vegas. prod.: centeno, patatas, legumbres, leña de roble y pastos; se cria ganado vacuno, de cerda, lanar y cabrío, y caza de varias especies. pobl: 16 vec., 80 alm. contr.: con su ayunt. (V.).
(Madoz, 1849, p. 205)

A comienzos del siglo XXI el alcalde pedáneo planteó la anexión de la localidad a la provincia de Zamora, por las malas comunicaciones existentes entre Pradorramisquedo y Viana del Bollo, en contraste con la cercanía de Porto de Sanabria. Las amenazas cesaron cuando la localidad consiguió la visita de un médico y un autobús semanal. En 2019 tenía empadronados 21 habitantes.